# Tanja Miščević
Tanja Miščević, cyr. Тања Мишчевић (ur. 6 sierpnia 1966 w Belgradzie) – serbska politolog, nauczycielka akademicka i urzędniczka państwowa, profesor Uniwersytetu w Belgradzie, sekretarz stanu w ministerstwie obrony (2010–2012) i przewodnicząca serbskiego zespołu negocjacyjnego w sprawie akcesji do Unii Europejskiej (2013–2019), w latach 2022–2025 minister integracji europejskiej.

## Życiorys
W 1989 ukończyła stosunki międzynarodowe na wydziale nauk politycznych Uniwersytetu w Belgradzie. Na tej samej uczelni uzyskiwała magisterium (1997) i doktorat (2002). Podjęła pracę jako nauczycielka akademicka na macierzystym wydziale, w 2009 została profesorem nadzwyczajnym, a w 2016 otrzymała pełną profesurę. Gościnnie wykładała także na uczelniach w Bonn, Rzymie, Zagrzebiu czy Lublanie, jak również w akademii dyplomatycznej serbskiego MSZ.
Specjalistka w zakresie zagadnień związanych z Unią Europejską i autorka publikacji z tej dziedziny. Została wiceprzewodniczącą serbskiego oddziału Ruchu Europejskiego. Obejmowała różne stanowiska w administracji rządowej. W latach 2005–2008 pełniła funkcję dyrektora urzędu do spraw integracji europejskiej, później była zastępczynią przewodniczącego agencji do spraw zwalczania korupcji. W latach 2010–2012 sprawowała urząd sekretarza stanu w ministerstwie obrony. W 2013 została przewodniczącą zespołu negocjującego przystąpienie Serbii do Unii Europejskiej, funkcję tę pełniła do 2019. W tymże roku została zastępczynią sekretarza generalnego Rady Współpracy Regionalnej.
W październiku 2022 dołączyła do powołanego wówczas trzeciego rządu Any Brnabić, obejmując w nim stanowisko ministra integracji europejskiej. Pozostała na tej funkcji w utworzonym w maju 2024 gabinecie Miloša Vučevicia, kończąc urzędowanie w kwietniu 2025.